# Christoph Hendrik Diederik Buys Ballot
Christoph Hendrik Diederik Buys Ballot (tudi Christophorus Henricus Diedericus Buys Ballot), nizozemski kemik in meteorolog, * 10. oktober 1817, Kloetinge, Nizozemska, † 3. februar 1890, Utrecht.

## Življenje in delo
Buys Ballot je študiral na Univerzi v Utrechtu. Leta 1854 je ustanovil Kraljevi nizozemski meteorološki inštitut (KNMI) in bil tudi njegov predsednik. Ugotovil je pravilo o povezavi polja zračnega tlaka in vetra: če se človek obrne s hrbtom proti vetru, je nizek pritisk na njegovi levi. To velja na severni polobli, na južni je obratno. Vodoravna gradientna sila v polju pritiska vleče zrak proti nizkemu pritisku, toda Coriolisova sila ga odklanja, dokler ne piha po Buys Ballotovem pravilu. Tedaj si obe sili držita približno ravnotežje (geostrofski veter).
Pomagal je postaviti temelje sodobni meteorologiji, vključno s postavitvijo sistema mednarodnih vremenskih opazovalnic. Leta 1873 je postal prvi predsednik Mednarodnega meteorološkega komiteja, predhodnika Svetovne meteorološke organizacije (WMO).